# Ulica grada Vukovara (Zagreb)
Ulica grada Vukovara (kolokvijalno: Vukovarska) jedna je od magistralnih ulica Zagreba, koja od Trešnjevačkog trga vodi prema istoku u duljini od 5 i pol kilometara do Volovčice. Dalje se nastavlja kao Ulica grada Gospića, prema Žitnjaku.
U Zagrebu postoji još jedna ulica sličnog imena, Vukovarska ulica, a nalazi se u blizini Osječke ulice (potonja spaja Aveniju Dubrava s Ulicom kneza Branimira).

## Imena
Počeci ulice sežu od 1930-ih. Od 1933., ta je ulica bila mnogo kraća i zvala se Varaždinska cesta, 1947. se zvala Moskovska, od 1951. do 1957. Beogradska ulica, a do 1991. Ulica proleterskih brigada, kada je preimenovana u spomen gradu Vukovaru, stradalniku Domovinskog rata.

## Povijest
Kao važnija ulica južnijeg dijela grada zacrtana je u regulacijskom planu iz 1936., a njezina ubrzana izgradnja započela je 1946. s urbanističkom idejom da bude okosnica novoga poslijeratnoga socijalističkog grada. Poslije je izgrađivana prema novom urbanističkom planu iz 1953., a uz mnoge urbanističke izmjene gradi se i danas.

## Opis
Tramvajska pruga je provedena do Heinzelove ulice 1949., do Žitnjaka je produljena 1950., a do Savišća 1990. godine. Od zapada prema istoku ulica presijeca magistralne prometnice sjever-jug - Savsku cestu, Ulicu Hrvatske bratske zajednice, Držićevu aveniju, Heinzelovu ulicu i Svetice te razdvaja gradske četvrti Martinovku i Vrbik, prolazi sjevernim dijelom Trnja i Kruga, razdavaja Kanal i Sigečicu te Volovčicu i Ferenščicu.
Na početku ulice između Trešnjevačkoga trga i Savske ceste su novije stambene i poslovne zgrade, a na br. 3 je dvokatna kuća arhitekta Stjepana Planića (1937). Na sjeverozapadnom uglu sa Savskom cestom je stambeno-poslovna zgrada arhitekta Marijana Haberlea (1939), na jugoistočnom uglu velika stambena zgrada arhitekta Stanka Fabrisa (1956), a na br. 56 i 60 stambeno poslovna zgrada arhitekta Nevena Šegvića (1948), prva izgrađena u tada novozamišljenoj ulici. Na sjevernoj strani ulice (br. 35 i 35 a) je stambena zgrada arhitekta Drage Galića (1953), izvedena po tada najsuvremenijim načelima stambene izgradnje (Le Corbusier, zgrada u Marseilleu), a na br. 64 je velika zgrada arhitekta Božidara Rašice (1953), kao tip masovne blokovske stambene izgradnje prva faze urbanizacije poslije Drugog svjetskog rata. Malo dalje na br. 68 je zgrada Pučkoga otvorenoga učilišta (arhitekti Ninoslav Kučan i Radovan Nikšić, 1961). Do nje je zgrada Veleposlanstva Savezne Republike Njemačke i »Goethe« Instituta iz 1980-ih godina. Na sjevernoj strani je jednokatna zgrada Reiffeisen banke arhitekta Duška Rakića (1971) i podalje zgrada novoga dijela Fakulteta elektrotehnike i računarstva. Do ugla s Miramarskom na br. 43 je drugi stambeni blok arhitekta Drage Galića (1954), na južnoj strani je velika administrativna zgrada arhitekta Radovana Nikšića i Aleksandra Dragomanovića (1981), a do nje iza ugla s Miramarskom je Hotel International (1959). Iza Miramarske s južne strane je niža zgrada arhitekta Duška Rakića (1985). na sjevernoj strani nalazi se zgrada gradske uprave Grada Zagreba (1955-1956), te Koncertna dvorana Vatroslava Lisinskog. Istočno od Koncenrtne dvorane iza Trnjanske ceste, malo uvučeno od ulice, smješteno je tzv. Strojarničko naselje, gdje se na br. 47 nalazi Hrvatski željeznički muzej koji ima stalni postav na otvorenom te specijaliziranu knjižnicu znanstvenog tipa.
Preko puta na južnoj strani ceste, na br. 84 nalazi se zgrada Općinskoga suda. Istočnije prema raskrižju s Držićevom avenijom ulica je izgrađena poslovnim i stambenim zgradama, a prije raskrižja vidljivo je označeno mjesto na kojemu šesnaesti meridijan prolazi Zagrebom. S južne strane na br. 222 i 224 je deseterokatna zgrada arhitekta Nevena Šegvića (1956), a istočnije od nje je stambeno naselje peterokatnica građenih 1948. – 1950. Do raskrižja s Držićevom južna strana ulice izgrađena je stambenih zgradama, a na uglu s Držićevom dvije su stambene zgrade arhitekta Ive Geršića (1950-1952). Na sjeverozapadnom uglu s Držićevom je dvanaesterokatni stambeni neboder iz ranih 1950-ih. Na jugoistočnom uglu nalazi se župna crkva Svete Obitelji. Iza raskrižja s Radničkom cestom, na uglu s Heinzelovom ulicom, nalazi se poslovna zgrada tvornice Chromos, arhitekta Petra Vovka i Marijana Turkulina (1990). Malo dalje na sjeverozapadnom uglu sa Sveticama nalazi se robna kuća Mercator Dalje na istoku je crkva bl. Augustina Kažotića, rad Borisa Magaša (2000-2003).

## Galerija
- Stambena zgrada, autor Stanko Fabris
- Stambena zgrada, autor Drago Galić (1953.)
- Stambeno-poslovna zgrada, autor Neven Šegvić
- Pučko otvoreno učilište
- Poslovna zgrada, autori Nikšić i Dragomanović (1981.)
- Hotel International
- Zgrada ministarstva poljoprivrede
- Stambena zgrada, autor Drago Galić (1954.)
- Zagrebački holding
- Koncertna dvorana Vatroslava Lisinskog
- Zgrada Gradskog poglavarstva Zagreba
- Zgrada Općinskog suda
- Strojarničko naselje, zapadni dio
- Zgrada „Hrvatskih voda”, Ulica grada Vukovara 220
- Neboder na uglu Ulice grada Vukovara i Držićeve
- Chromosov neboder